# Walter F. Parkes
Walter F. Parkes, född 15 april 1951 i Bakersfield, Kalifornien, är en amerikansk filmproducent och manusförfattare. Han var chef för DreamWorks Pictures 1994-2005. Parkes bor med sin fru och två barn i Santa Monica, Kalifornien.

## Filmografi
- The California Reich (1975)
- War Games (1983)
- Volunteers (1985)
- Project X (1987)
- True Believer (1989)
- Uppvaknanden (1990)
- Eddie Dodd (TV-serie) (1991)
- Sneakers (1992)
- Little Giants (1994)
- Birdland (TV-series) (1994)
- To Wong Foo, Thanks for Everything! Julie Newmar (1995)
- Hur man gör ett amerikanskt lapptäcke (1995)
- Twister (1996)
- The Trigger Effect (1996)
- Fredsmäklaren (1997)
- Men in Black: The Series (1997)
- Men in Black (1997)
- Amistad (1997)
- Small Soldiers (1998)
- Zorro – Den maskerade hämnaren (1998)
- Deep Impact (1998)
- Gladiator (2000)
- A.I. - Artificiell Intelligens (2001)
- The Tuxedo (2002)
- The Time Machine (2002)
- Road to Perdition (2002)
- The Ring (2002)
- Minority Report (2002)
- Men in Black II (2002)
- Catch Me If You Can (2002)
- The Terminal (2004)
- Lemony Snicket's A Series of Unfortunate Events (2004)
- The Ring 2 (2005)
- The Kite Runner (2007)
- Sweeney Todd: The Demon Barber of Fleet Street (2007)
- The Burning Plain (2009)
- The Uninvited (2009)
- The Ring Three (2009)
- Men in Black III (2012)
- Rings (2017)